# والدیر اسپینوزا
والدیر اسپینوزا (انگلیسی: Valdir Espinosa؛ زادهٔ ۱۷ اکتبر ۱۹۴۷ – درگذشته ۲۷ فوریه ۲۰۲۰) مربی فوتبال اهل برزیل بود. وی به عنوان سرمربی گرمیو را در سال ۱۹۸۳ قهرمان جام لیبرتادورس کرد.
از باشگاه‌هایی که در آن بازی کرده‌است می‌توان به باشگاه فوتبال سنترو اسپورتیوو آلاگوانو و باشگاه فوتبال گرمیو اشاره کرد.